# Hypnose (film, 1932)
Pour les articles homonymes, voir Hypnose (homonymie).
Pour plus de détails, voir Fiche technique et Distribution.
Hypnose (Thirteen Women) est un film américain réalisé par George Archainbaud en 1932.

## Synopsis
Ursula Georgi, une jeune femme mystique d'origine indienne, décide d'utiliser ses pouvoirs hypnotiques afin de se venger contre un groupe de femmes. Celles-ci, qui furent ses anciennes camarades d'école, l'avaient mise au ban de l'établissement en raison de ses origines ethniques. Helen est la première victime.

## Fiche technique
- Titre : Hypnose
- Titre original : Thirteen Women
- Réalisation : George Archainbaud
- Production : David O. Selznick (producteur exécutif)
- Société de production : RKO Radio Pictures
- Scénario : Bartlett Cormack (en) et Samuel Ornitz d'après un roman de Tiffany Thayer
- Musique : Max Steiner
- Photographie : Leo Tover
- Montage : Charles L. Kimball (en)
- Direction artistique : Carroll Clark
- Pays de production : États-Unis
- Langue : anglais
- Format : Noir et blanc - Son : Mono (RCA Photophone System)
- Genre : Thriller
- Durée : 73 minutes
- Dates de sortie :
  - États-Unis : 16 septembre 1932
  - France : 22 juin 1934

## Distribution
- Irene Dunne : Laura Stanhope
- Ricardo Cortez : Sergent de police Barry Clive
- Jill Esmond : Jo Turner
- Myrna Loy : Ursula Georgi
- Mary Duncan : June Raskob
- Kay Johnson : Helen Dawson Frye
- Florence Eldridge : Grace Coombs
- C. Henry Gordon : Swami Yogadachi
- Peg Entwistle : Hazel Clay Cousins
- Harriet Hagman : May Raskob
- Edward Pawley : Burns, chauffeur de Laura
- Blanche Friderici : Mlle Kirsten
- Wally Albright : Robert 'Bobby' Stanhope
- Clarence Geldart (non crédité) : le coroner

## Autour du film
- Le film fut réécrit pendant le tournage. L'actrice britannique Peg Entwistle se suicida le 18 septembre 1932[2].
- Le film est sorti en DVD en 2005, contrairement à ce qu'affirme son commentaire, celui-ci n'est pas inédit en France, étant sorti en 1934.